# Мора, Педро
Педро Мора — венесуэльский легкоатлет, бегун на длинные дистанции. На олимпийских играх 2012 года занял 62-е место в марафоне с результатом 2:22.40. Занял 61-е место на чемпионате мира по полумарафону 2003 года. На чемпионате мира по полумарафону 2008 года занял 17-е место с результатом 1:04.45.	
Занял 7-е место на марафоне в Дулуте 2012 года с личным рекордом — 2:14.42.